# Продуктова фотография
Продуктовата фотография е направление във фотографията, при което дадена стока се заснема с цел представяне или реклама.
Процесът обикновено включва подреждане, стилизиране на продукти, нагласяване на осветлението и композирането на различни кадри, така че продуктите да бъдат представени по най-привлекателния за клиента начин.
Изображенията се използват в уебсайтове, по телевизията, в списания, като идеята е продуктът бързо да достигне целевата аудитория, а изображението лесно да се асоциира с него или други подобни продукти.